# Rossella Panarese

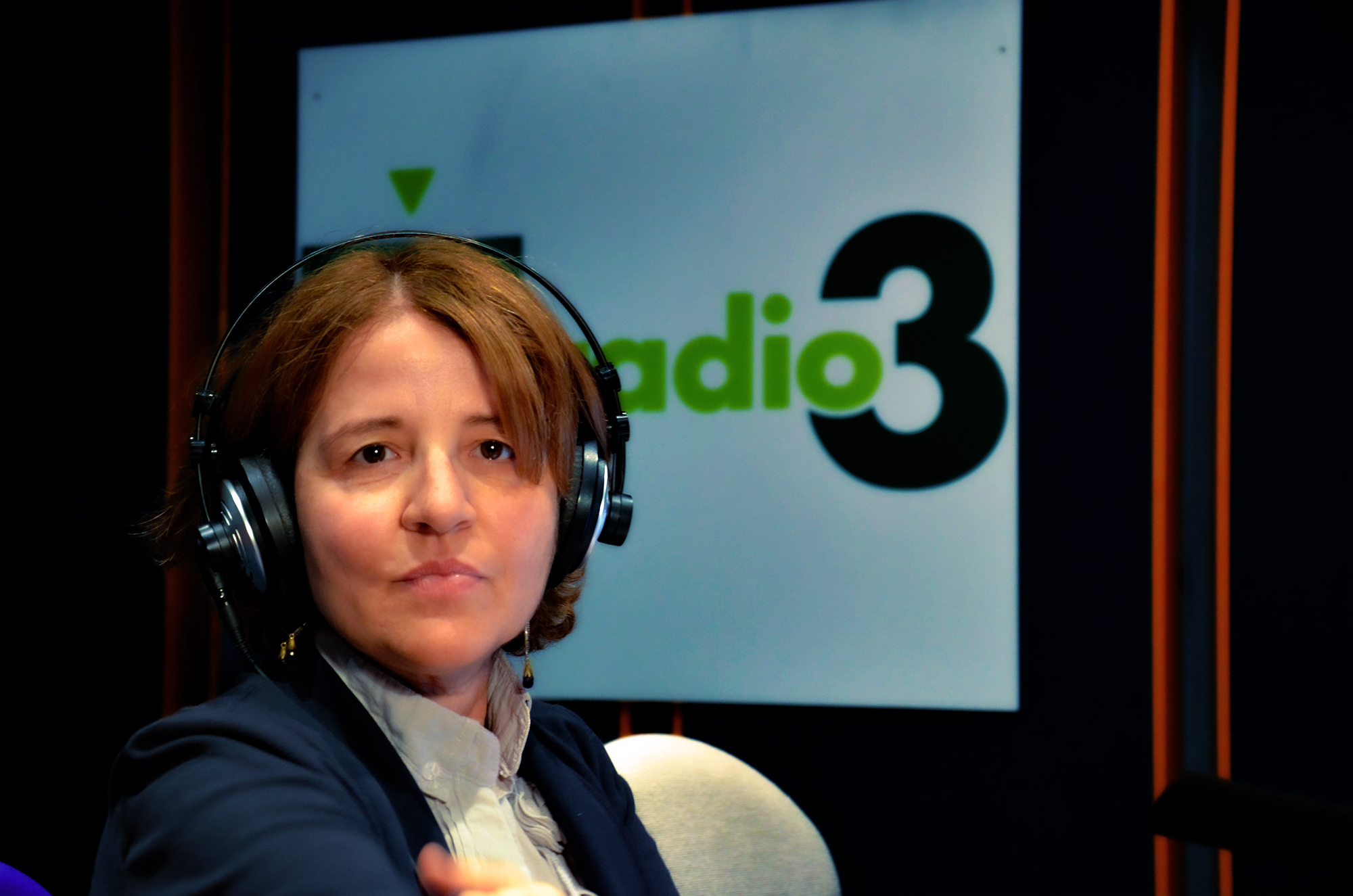
Rossella Panarese

Rossella Panarese (* 23. Oktober 1960 in Rom; † 1. März 2021 ebenda) war eine italienische Radiopersönlichkeit, Programmredakteurin und Sprecherin. Im Jahr 2003 gründete sie das Programm Radio3 Scienza. Ihren Abschluss erhielt sie von der Scuola Internazionale Superiore di Studi Avanzati in Triest sowie von der Universität La Sapienza.

## Biografie
Von 1974 bis 1979 besuchte sie das wissenschaftliche Gymnasium „Innocenzo XII“ in Anzio (RM) und studierte anschließend Philosophie an der Universität La Sapienza in Rom. Sie begann im Sommer 1985 für den Sender Radio Rai zu arbeiten und trat der Redaktion von Spazio Tre ein, dem historischen Musik- und Kulturnachrichtenprogramm von Radio3. 
Von April 1989 bis März 1991 arbeitete sie im Team der Redakteure und Moderatoren von Orione. Osservatorio quotidiano di informazioni, cultura e musica. Hier begann sie, ihr erstes Interesse an der Welt der Wissenschaft zu entwickeln, einem der vielen thematischen Stränge des Programms.
Von 1991 bis 1994 war sie die Autorin und Hauptmoderatorin von Palomar. Viaggio quotidiano attraverso le scienze. Kuratiert von Daniela Recine, war es die erste Sendung von Radio3, die sich ganz der Wissenschaft widmete. Im März 1994 wurde das Programm in Futura. Scienza e tecnologie umbenannt.
Von Oktober 1994 bis April 1995 leitete sie das neue wissenschaftliche Programm von Radio3 mit dem Titel Duemila. Tecniche e strategie per il futuro. Duemila trat in die Fußstapfen von Palomar und Futura, aber mit einem immer stärkeren Fokus auf aktuelle Themen und vor allem auf das Wachstum des Internets und die Nutzung neuer digitaler Technologien.
Von Herbst 1995 bis Anfang 2001 sammelte sie weitere Erfahrungen im Bereich der Kommunikation, als sie in der Pressestelle des stellvertretenden Bürgermeisters und Ratsmitglieds für Mobilität arbeitete. Im Jahr 2001 wechselte sie in die Pressestelle von Trambus, einem Unternehmen der ATAC-Gruppe, das für die Verwaltung eines Großteils des öffentlichen Verkehrsnetzes der Stadt Rom zuständig ist.
Im Februar 2002 kehrte sie nach Rai zurück. Zunächst arbeitete sie bei Radio2, doch im Sommer desselben Jahres kehrte sie wieder zu Radio3 zurück, unter der Leitung von Sergio Valzania. Ab 2009, unter der Leitung von Marino Sinibaldi, war Rossella nicht nur Redakteurin von Radio3 Scienza, sondern war auch für die tägliche Leitung des Programms zuständig. Darüber hinaus setzte sie ihre Arbeit als Koordinatorin verschiedener Sendungen im Programm des Senders als Leiterin des Bereichs Vertiefungsbeiträge und Sonderveranstaltungen fort.
Sie ist die Schöpferin des ersten, 2019 gestarteten Original-Podcast von Radio3, Labanof. Corpi senza nome, Gewinner des Prix Italia 2020. Der Podcast berichtet über die Arbeit des Labors für Anthropologie und forensische Odontologie der Staatlichen Universität Mailand unter der Leitung von Cristina Cattaneo und wurde produziert von Fabiana Carobolante, Daria Corrias, Giulia Nucci, und Raffaele Passerini, mit Musik und Ton von Riccardo Amorese.
Sie verstarb in der Nacht vom 28. Februar auf den 1. März 2021 an Krebs.
Am 8. November 2021 wurde ein Asteroid nach ihr benannt: (112527) Panarese.